# Hesiquio Aguilar Marañón
Hesiquio Aguilar Marañón (Córdoba, Veracruz, 4 de febrero de 1918-?) fue un político y periodista mexicano, miembro del Partido Revolucionario Institucional (PRI). Fue entre varios cargos, dos veces diputado federal.

## Biografía
Hesiquio Aguilar fue hijo de Silvestre Aguilar, diputado al Congreso Constituyente de 1917 y sobrino del general Cándido Aguilar, gobernador de Veracruz y yerno de Venustiano Carranza, tuvo una cercana relación con Adolfo Ruiz Cortines. Realizó sus estudios básicos en Córdoba y luego ingresó brevemente en el Heroico Colegio Militar, posteriormente ingresó en la Escuela Nacional de Jurisprudencia de la Universidad Nacional Autónoma de México (UNAM) y de forma posterior realizó una especialización en Derecho Laboral en la Sorbona en París, Francia. En adición fue piloto de aviones comerciales egresado de una academia aérea en Los Ángeles, California.
Fue agente del ministerio público y juez de primera instancia en Veracruz y de 1934 a 1940 fue secretario particular de su tío Cándido Aguilar cuando este fue senador en dicho periodo. Ejerció como periodista en el periódico Excélsior, fue directoe del departamento de Estadística y Publicidad del gobierno de Veracruz y de 1950 a 1952 fue integrante de la delegación mexicana en la Organización de las Naciones Unidas.
De 1951 a 1952 participó en la campaña presidencial de Adolfo Ruiz Cortes y en 1955 fue elegido por primera ocasión diputado federal, en representación del Distrito 8 de Veracruz a la XLIII Legislatura que concluyó en 1958 y en la que fue integrante de las comisiones de Colonización; de Estudios Legislativos; de Justicia Miliar; y, de Relaciones Exteriores. Por segunda vez fue diputado federal a la XLVII Legislatura de 1967 a 1970 por el Distrito 10 de Veracruz.
Su hijo, Hesiquio Aguilar de la Parra, fue también diputado federal en dos ocasiones.